# 泰州远大足球俱乐部
泰州远大足球俱乐部是一家已解散的位于中国江苏省泰州市的足球俱乐部，成立于2017年，于2021年解散。

## 历史
泰州远大足球俱乐部于2017年1月22日注册成立，由泰州远大投资集团有限公司投资建立。2018年3月，球队聘请了中国足坛名宿殷铁生担任主教练，并于当年夺得中冠联赛（半职业化联赛）冠军，并升入2019年中乙联赛；同时泰州远大也成为泰州历史上第一支职业足球队。
2019年，泰州远大签下了姜宁、戈伟等多位前国脚和前中超球员。常规赛阶段，泰州远大以22胜5平3负的成绩位列北区第二。三至六名排位赛阶段，泰州远大先是两回合总比分3-2击败江西联盛，之后又在三、四名决赛中以总比分6-4击败苏州东吴，夺得中国足球乙级联赛季军，同时直接升入下赛季中甲。
2021年3月20日，泰州远大官方宣布，球队正式解散。